# اکس‌فت
اکس‌فَت (انگلیسی: exFAT) کوتاه‌شدهٔ جدول تخصیص فضای فایل توسعه‌پذیر (انگلیسی: Extensible File Allocation Table) یک سامانه فایل‌بندی است که در سال ۲۰۰۶ توسط شرکت مایکروسافت معرفی شد و برای حافظه‌های فلش نظیر یواس‌بی فلش درایو و حافظه‌های اس‌دی بهینه‌سازی شده‌است.

## تاریخچه
فایل سیستم exFAT جدیدترین فایل سیستم خانواده فایل سیستم های FAT می باشد که در سال 2006 به همراه ویندوز CE توسط ماکروسافت منتشر شد. در واقع این فایل سیستم نسخه بهتر اصلاح شده FAT32 است که در سال 1998 منتشر شده بود. امروزه با توجه به پیشرفت تکنولوژی در حوزه حافظه های ذخیره سازی FAT32 جوابگو و راه حل کاملی به عنوان یک فایل سیستم مدرن نیست . ازین رو ماکروسافت در جهت بروز رسانی  فایل سیستم عمومی خود exFAT را منتشر کرد .
در سال 2019 ساختار کلی exFAT به صورت عمومی تحت لایسنس ماکروسافت عمومی شد. تا قبل از این موعد برنامه نویس حوزه امبدد سیستم حق استفاده از این فایل سیستم را نداشتند ، اما در حال حاضر می توانند بسته به نوع انتشار محصول خود از ماکروسافت با کسب لایسنس مورد نظر از این فایل سیستم در دستگاه های خود استفاده کنند.

## تفاوت ها با FAT32
- از جمله پیشرفت های انجام شده در این فایل سیستم امکان وجود فایل تا حجم 16 اگزابایت و پشتیبانی از حافظه هایی با حجم 128 پتابایت می باشد. این در حالی است که FAT32 با محدودیت حجم فایل  4 گیگا بایتی و نهایتا پشتیبانی با حافظه های 2TB ایی مواجه بودیم. در حال حاضر SD هایی با حجم بیشتر از 32GB به صورت exFAT فرمت می شوند.

## ویژگی های تخصصی
- پشتیبانی از 2,796,202 عدد فایل به ازای هر فولدر ، این عدد در FAT32 تعداد65,534 به ازای هر فولدر می باشد(اعداد ذکر شده توسط سیستم عامل windows تعریف شده اند)
- افزایش سرعت ساخت و حذف فایل با استفاده از تکنولوژی Free-space bitmap
- افزایش دقت ثبت تاریخ ایجاد فایل تا 10ms ( این عدد در FAT32 دو ثانیه می باشد)
- ثبت time zone در هنگام ثبت تاریخ نسبت به فایل
- افزودن ویژگی لیست کنترل دسترسی
- افزایش حجم سایز cluster تا 32MB ( این خاصیت سرعت دسترسی و نوشتن فایل های بزرگ را بهبود می بخشد)